# Vladimir Petrov (réalisateur)
Pour les articles homonymes, voir Vladimir Petrov.
Vladimir Petrov (en russe : Владимир Михайлович Петров)  est un réalisateur soviétique né le 22 juillet 1896 et mort le 7 janvier 1966 .

## Filmographie partielle
- 1934 : L'Orage (Гроза) d'après la pièce éponyme d'Alexandre Ostrovski
- 1937 : Pierre le Grand
- 1941 : Tchapaïev est avec nous (ru) (Чапаев с нами) (court métrage)
- 1942 : L'Insaisissable Ian (ru) avec Isidore Annenski
- 1944 : Koutouzov
- 1944 : Le Jubilé (ru) (Юбилей) d'après la pièce éponyme d'Anton Tchekhov
- 1945 : Les Coupables innocents (Без вины виноватые) d'après la pièce éponyme d'Alexandre Ostrovski
- 1949 : La Bataille de Stalingrad (Сталинградская битва)
- 1952 : Le Revizor (Ревизор)
- 1956 : Il y a trois cents ans... (ru) (Триста лет тому…)
- 1957 : Le Duel (Поединок), adaptation de la nouvelle éponyme d'Alexandre Kouprine
- 1964 : La Forêt russe, adaptation du roman éponyme (en russe : Русский лес) de Leonid Leonov